# VESA Enhanced Video Connector
Il VESA Enhanced Video Connector è uno standard VESA il cui scopo è quello di ridurre il numero di cavi dei computer incorporando video, audio, FireWire e USB in un singolo cavo. Lo scopo era anche quello di rendere il monitor il punto centrale di connessione. Sebbene l'idea specifica non ha trovato il favore dei produttori di computer, essa si è evoluta nel più popolare standard VESA Plug and Display.
Un connettore VESA EVC è capace di trasportare l'uscita video VGA analogica, l'ingresso video composito, il FireWire, l'audio (stereo analogico) e i segnali USB. La disposizione dei piedini è simile al più recente VESA Plug and Display, ma si differenzia da esso dal guscio del connettore, che ha la forma di un trapezio isoscele simile a quello del connettore D-subminiature invece che avere la forma a "D" come il connettore DVI.